# Tim McIlrath
Timothy "Tim" James McIlrath (født i November 3, 1978) er mest kendt som sanger i Punk/Hardcore bandet Rise Against men har også spillet i Post-hardcore bandet Baxter i 1995-1999. Og har også spillet i Metalcore bandet Armeuos Angelus.